# Sukawera (Kertasemaya)
Sukawera is een bestuurslaag in het regentschap Indramayu van de provincie West-Java, Indonesië. Sukawera telt 2374 inwoners (volkstelling 2010).